# Lodovica Comello
Lodovica Comello (n. 13 aprilie 1990, San Daniele del Friuli, Friuli-Veneția Giulia, Italia) este o actriță, cântăreață, muziciană, compozitoare și dansatoare italiană. Este cel mai bine cunoscută pentru interpretarea personajului Francesca Caviglia în serialul original latinoamerican Violetta, difuzat pe Disney Channel. În 2013-2014, Lodovica Comello împreună cu colega ei din serialul Violetta, Martina Stoessel au fost vocile lui Britney și Carrie, respectiv, în filmul Universitatea monștrilor. De asemenea, Comello a fost vocea Bucuriei, în filmul de animație "Întors pe dos", versiunea în italiană.
Pe data de 19 noiembrie 2013, Comello și-a lansat albumul de debut Universo, iar single-ul cu același nume(Universo)– pe data de 1 noiembrie 2013. Al doilea album al artistei, Mariposa, a fost lansat pe data de 3 februarie 2015. Pe data de 6 aprilie 2015, a fost lansată cartea autobiografică "Tutto il resto non conta" ("Restul nu contează"), ce a apărut mai întâi în Italia și Polonia. De asemenea, a fost aleasă ca prezentatoare a emisiunii Italia are talent, emisiunea fiind gata de difuzare în martie 2016.

## Viața personală
Comello s-a născut și a crescut în San Daniele del Friuli, Italia. Este a doua fiică a lui Paolo Comello și a Annei Lizzi. Ea și-a demonstrat pasiunea pentru arte, actorie, dans și chitară de la o vârstă foarte tânără. Chiar dacă nimeni din familia ei nu este artist, muzica bună este foarte apreciată în casa Comello, conform declarațiilor făcute de aceasta pe Facebook. În liceu, Comello a studiat teoria muzicii și a învățat să cânte la chitară. În 2009, a început să ia cursuri de muzică la M.A.S.: Music Arts & Show, o școală de actorie în Milano, Italia. Doi ani mai târziu, ea a fost aleasă ca o interpretă pentru turneul „Il Mondo di Patty”, versiunea italiană a serialului hit argentinean pentru copii, Patito Feo. Turneul a susținut concerte în Italia și Spania. De asemenea, ea a fost o vocalistă de rezervă pentru secțiunea specială al lui Brenda Asnicar al aceluiași turneu în Italia.
Comello are o soră mai mare numită Ilaria. Ea este fluentă în italiană, spaniolă și engleză. Comello s-a mutat la Buenos Aires pentru filmările serialului Violetta. Ea se întoarce în Italia uneori, când nu este ocupată. Piesa-cover "I Only Want To Be With You" este dedicată nepoatei sale, Mia.
S-a căsătorit pe data de 1 aprilie 2015 cu producătorul argentinian Tomas Goldschmidt, după o relație de aproximativ 2 ani, în orașul natal al artistei.

## Cariera

### 2009-12: Începuturile carierei șiVioletta
Când a locuit în Milano și a studiat la M.A.S., Comello a mers la un casting pentru un serial produs de Disney Channel America Latină, unde se căutau actori italieni care vorbesc spaniola. Chair dacă atunci vorbea spaniola doar puțin, Comello a memorizat un scurt monolog pentru audiția sa. O săptămână după audiții, ea a obținut un rol în serialul Violetta, cel mai nou serial muzical pentru copii, pre-adolescenți și adolescenți produs de Disney Channel America Latină. În 2011, a fost anunțat că Lodovica o va interpreta pe Francesca Caviglia, cea mai bună prietenă și colega personajului titular – Violetta Castillo. Comello a trebuit să se mute la Buenos Aires din cauza filmărilor. După ce a primit rolul, Comello a început să învețe limba spaniolă.
În noiembrie 2012, Lodovica a început să filmeze al doilea sezon din serialul Violetta, care a avut premiera pe data de 29 aprilie 2013. În același an, ea a fost vocea personajului Britney în Universitatea monștrilor, dublat în italiană.

### 2012-prezent:Violetta,Universoși primul turneu mondial
După ce al doilea sezon din Violetta a avut un mare succes, serialul a fost reînnoit pentru un al treilea și ultim sezon. Comello a apărut, de asemenea, în al treilea sezon din serialul Violetta, care a început producția în Buenos Aires în martie 2014 și a avut premiera în Argentina și unele țări din America Latină pe data de 28 iulie 2014.
Pe data de 1 noiembrie 2013, Comello a lansat cântecul „Universo”, single-ul principal de pe albumul său de debut cu același nume, care a fost lansat pe data de 19 noiembrie 2013 în Italia, Spania și Argentina. Albumul conține nouă piese co-scrise de Comello, plus un cover în engleză al cântecului I Only Want To Be With You. Comello a înregistrat versiuni acustice al cântecului principal, „Universo” în spaniolă și italiană. Al doilea single de pe album este „Otro Día Más”. Videoclipul muzical a fost filmat în Barcelona, Spania, și a fost lansat pe canalul ei oficial de YouTube în martie 2014.
În mai 2014, Comello a anunțat că are planuri pentru un turneu mondial în 2015, renunțând astfel la turneul internațional Violetta Live, pentru a se autopromova ca artistă solo. Un website special a fost creat ca fanii să poată vota numeroase orașe internaționale pentru posibile date și concerte în America Latină, Europa, Israel, și Statele Unite ale Americii. Turneul a început în 2015 în Roma, Italia, la scurt timp după lansarea celui de-al doilea album, Mariposa. Videoclipul muzical pentru al treilea single, „I Only Want To Be With You” a fost lansat pe canalul său oficial VEVO pe data de 5 septembrie 2014. Pe data de 31 ianuarie 2015,a apărut videoclipul muzical pentru single-ul "Todo el resto no cuenta" pe canalul oficial de Youtube. La sfârșitul lunii martie a anului 2015, Comello a anunțat pregătirea videoclipului muzical pentru piesa " Sin usar palabras", în colaborare cu artistul spaniol Abraham Mateo. A fost aleasă ca actriță de voce pentru filmul "Întors pe dos", în varianta italiană, fiind vocea Bucuriei. În noiembrie 2015, Comello și-a anunțat fanii de pe Facebook că va fi prezentatoarea emisiunii Italy's got talent, unul dintre jurați fiind Frank Matano, vocea Furiei. De asemenea, a devenit între timp bună prietenă cu Tess Masazza, vocea lui Dezgust, care are realizată pe Youtube o mini-emisiune numită "Insopportabilmente donna".

## Filmografie
| An        | Titlu                    | Rol                | Note                                            |
| --------- | ------------------------ | ------------------ | ----------------------------------------------- |
| 2012-2015 | Violetta                 | Francesca Caviglia | Co-protagonistă; serial original Disney Channel |
| 2012      | El V-Log de Francesca    | Francesca Caviglia | Violetta web series (16 episoade)               |
| 2013      | Universitatea monștrilor | Britney            | Voce; dublaj în italiană                        |
| 2016      | Poveri Ma Ricchi         | Valeria            | Protagonistă; Filmul italian                    |

## Turnee
- Violetta en Vivo (2013-2014) (cu distribuția din Violetta)
- Lodovica World Tour (2015)